# Österreichischer Meister (Basketball)

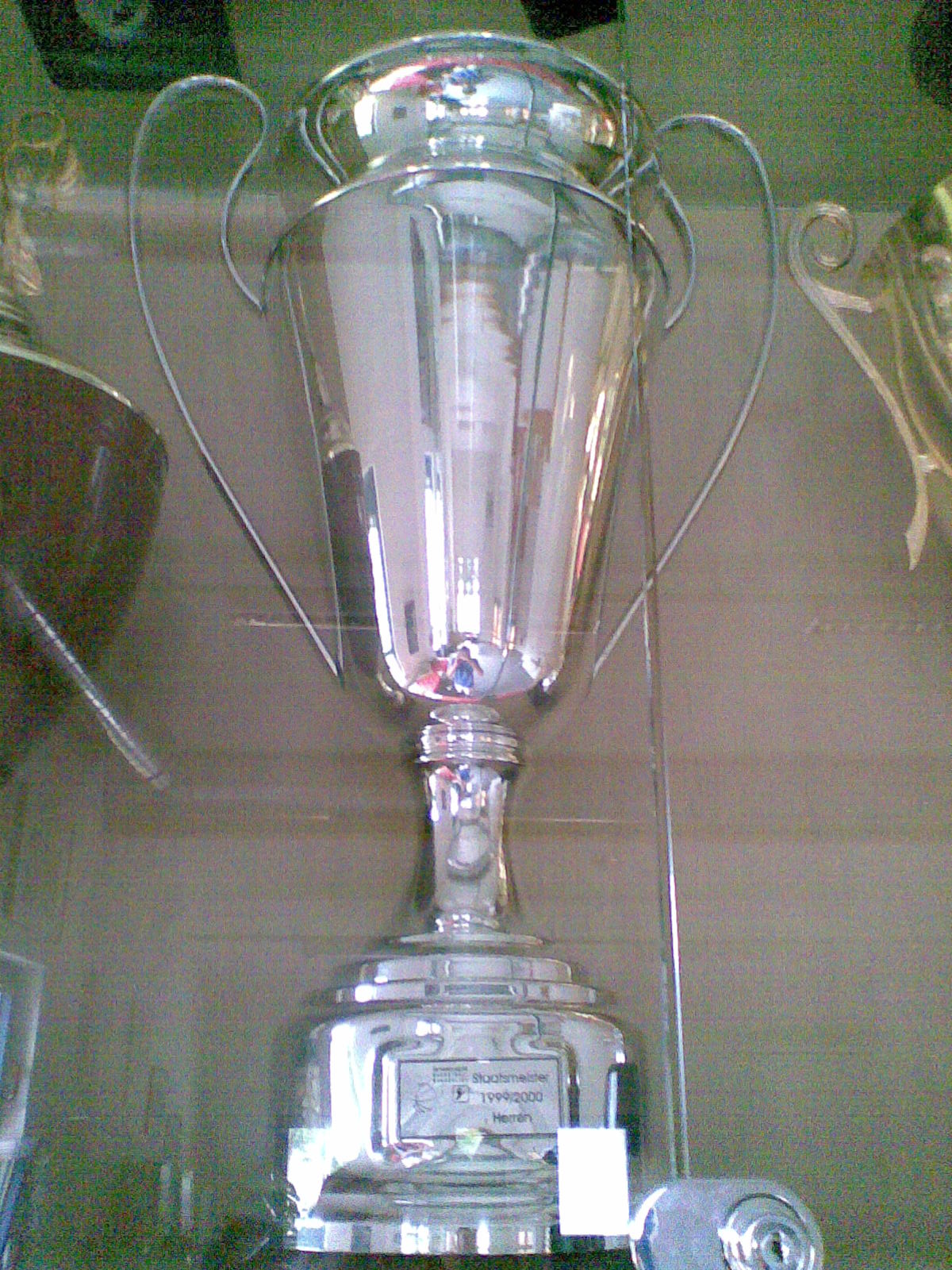
Staatsmeisterpokal 1999/2000

Der Titel Österreichischer Meister im Basketball wird jährlich an die besten Basketballmannschaften des Landes in den Kategorien Damen und Herren vergeben.

## Basketballmeister der Männer

### Die Geschichte der Meisterschaft
Seit dem Jahr 1947 haben bisher 17 verschiedene Mannschaften den Meistertitel errungen. Der Rekordmeister UBSC Wien konnte elfmal den Titel erringen.
Von den ersten 35 Meistertiteln gingen 34 an 9 verschiedene Wiener Vereine, von den nächsten 25 Titeln nur mehr einer. Alle diese zehn Wiener Mannschaften verschwanden später aus der Bundesliga.
Von 1983 bis zum Jahr 2000 gingen 18 von 19 Titel an niederösterreichische Vereine. Klosterneuburg konnte in diesem Zeitraum insgesamt neun Titel erringen. St. Pölten war sechsmal und Traiskirchen dreimal erfolgreich.
Während bis 2001 alle Titel von Vereinen aus Wien oder Niederösterreich errungen wurden, gingen in den Folgejahren alle Titel an Mannschaften aus der Steiermark oder Oberösterreich. In den 2000er Jahren bestimmten zunächst Kapfenberg und Gmunden das Geschehen, sie holten vier beziehungsweise drei Meistertitel in Folge. Erst 2014 und 2015 gelang mit Güssing dann wieder einer Mannschaft eine Titelverteidigung. Kapfenberg knüpfte ab 2017 an die erfolgreiche Zeit zu Beginn der 2000er an. Im Spieljahr 2019/20 gab es keinen Meister, da die Saison im März 2020 wegen der COVID-19-Pandemie abgebrochen wurde.

### Meister der Männer
Die Basketballmeisterschaft der Männer wird seit 1947 ausgetragen. Der erste Basketballmeister Österreichs war der Wiener AC. Die höchste Spielklasse wird seit der Saison 2004/05 als Bundesliga (zuvor A-Liga) bezeichnet. Die Mannschaften sind hier zwecks Übersichtlichkeit ohne etwaige Sponsorennamen aufgelistet.
| 1947: Wiener AC 1948: nicht ausgetragen 1949: SK Admira Wien 1950: Post SV Wien 1951: Wiener Sport-Club 1952: SK Handelsministerium 1953: Union Babenberg 1954: Union Babenberg 1955: Union Babenberg 1956: EK Engelmann Wien 1957: Union Babenberg 1958: EK Engelmann Wien 1959: Union Babenberg 1960: EK Engelmann Wien 1961: EK Engelmann Wien 1962: EK Engelmann Wien 1963: SK Handelsministerium 1964: SK Handelsministerium 1965: SK Handelsministerium 1966: Union Kuenring 1967: EK Engelmann Wien 1968: EK Engelmann Wien | 1969: EK Engelmann Wien 1970: EK Engelmann Wien 1971: UBSC Wien 1972: UBSC Wien 1973: UBSC Wien 1974: UBSC Wien 1975: UBSC Wien 1976: UBSC Wien 1977: UBSC Wien 1978: BK Klosterneuburg 1979: UBSC Wien 1980: UBSC Wien 1981: UBSC Wien 1982: UBSC Wien 1983: BK Klosterneuburg 1984: BK Klosterneuburg 1985: BK Klosterneuburg 1986: BK Klosterneuburg 1987: BK Klosterneuburg 1988: BK Klosterneuburg 1989: BK Klosterneuburg 1990: BK Klosterneuburg | 1991: UKJ BC Möllersdorf 1992: SPI Wien 1993: UKJ St. Pölten 1994: UKJ BC Möllersdorf 1995: UKJ St. Pölten 1996: UKJ St. Pölten 1997: UKJ St. Pölten 1998: UKJ St. Pölten 1999: UKJ St. Pölten 2000: UBM Traiskirchen 2001: Kapfenberg Bears 2002: Kapfenberg Bears 2003: Kapfenberg Bears 2004: Kapfenberg Bears 2005: Swans Gmunden 2006: Swans Gmunden 2007: Swans Gmunden 2008: Fürstenfeld Panthers 2009: WBC Wels 2010: Swans Gmunden 2011: Oberwart Gunners 2012: BK Klosterneuburg | 2013: BC Vienna 2014: UBC Güssing Knights 2015: UBC Güssing Knights 2016: Oberwart Gunners 2017: Kapfenberg Bulls 2018: Kapfenberg Bulls 2019: Kapfenberg Bulls 2020: nicht ausgetragen 2021: Swans Gmunden 2022: BC Vienna 2023: Swans Gmunden 2024: Oberwart Gunners |

### Finalserien
| Saison  | Meister                               | Finalgegner                         | Serie | Bester Korbschütze der Finalserie |
| ------- | ------------------------------------- | ----------------------------------- | ----- | --- |
| 2024/25 |                                       |                                     |       | |
| 2023/24 | Oberwart Gunners                      | UBSC Graz                           | 3 : 0 | |
| 2022/23 | Swans Gmunden                         | BC GGMT Vienna                      | 3 : 1 | |
| 2021/22 | BC Vienna                             | Swans Gmunden                       | 3 : 1 | |
| 2020/21 | Swans Gmunden                         | Kapfenberg Bulls                    | 3 : 1 | |
| 2019/20 | Saisonabbruch wegen Covid-19-Pandemie |                                     |       | |
| 2018/19 | ece bulls Kapfenberg                  | Swans Gmunden                       | 3 : 0 | |
| 2017/18 | ece bulls Kapfenberg                  | Swans Gmunden                       | 4 : 2 | |
| 2016/17 | ece bulls Kapfenberg                  | Oberwart Gunners                    | 4 : 1 | |
| 2015/16 | Oberwart Gunners                      | WBC Raiffeisen Wels                 | 3 : 0 | |
| 2014/15 | magnofit Güssing Knights              | BC Zepter Vienna                    | 3 : 1 | |
| 2013/14 | magnofit Güssing Knights              | ece bulls Kapfenberg                | 3 : 2 | |
| 2012/13 | BC Zepter Vienna                      | Redwell Oberwart Gunners            | 3 : 2 | |
| 2011/12 | Xion Dukes Klosterneuburg             | Allianz Swans Gmunden               | 3 : 1 | |
| 2010/11 | Oberwart Gunners                      | Allianz Swans Gmunden               | 3 : 2 | |
| 2009/10 | Allianz Swans Gmunden                 | BSC Raiffeisen Panthers Fürstenfeld | 3 : 2 | Mayes 25,2, Ian Boylan 12,4, Dan Oppland 10,8, Matthias Mayer, Vilius Gabsys je 8,8; Desmond Penigar 19,4, Jasmon Youngblood 18, Shelton Sidney Colwell 10,2, Anthony Shavies 9,6, |
| 2008/09 | WBC Kraftwerk Wels                    | Allianz Swans Gmunden               | 3 : 1 | Thomas 20.3, Fields 13.8, Klette 12.8, Lamesic 12.0; Mayes 23.0, Colwell 15.5, Fisher 12.0, Palmer 8.8                                                                             |
| 2007/08 | BSC Raiffeisen Panthers Fürstenfeld   | Macabido Gunners Oberwart           | 3 : 2 | Colwell 17.4, Grum 16.2, Goljovic, Shavies 13.6, Fraser 12.8; Youngblood 24.4, J. Johnson 15.6, Moric 14.6, Crawford 13.4                                                          |
| 2006/07 | Allianz Swans Gmunden                 | Macabido Gunners Oberwart           | 3 : 0 | , Hamilton 11.3; Williams 19.7, Boone 16.3, Muirhead 10.3 |
| 2005/06 | Allianz Swans Gmunden                 | WBC Kraftwerk Wels                  | 3 : 1 | Mayes 24.3, Buchanan 17.3, Mayer, Hütter je 11.8; Prince 12.3, Quadri 10.8, Bobb 9.0, Pargfrieder 8.8                                                                              |
| 2004/05 | Basket Swans Gmunden                  | Macabido Gunners Oberwart           | 3 : 0 | Mayes 25.7, Buchanan 19.0, Mayer 9.7, Bennett 9.7; Detrick 27.7, Ray 17.0, Jandl 10.3, Stegnjaic 7.3                                                                               |
| 2003/04 | Superfund Bulls Kapfenberg            | Basket Swans Gmunden                | 3 : 1 | Brokenborough 20.5, Esterkamp 17.3, Forrestal 15.0; Mayes 27.3, Wesby 16.3, Bennett 13.0, Stelzer 12.8                                                                             |
| 2002/03 | Montan Bears Kapfenberg               | Basket Swans Gmunden                | 3 : 2 | Brokenborough 21.2, Djuric, Esterkamp je 16.8; Mayes 17.8, Parris 15.2, Mayer 11.8, Bennett 11.2                                                                                   |
| 2001/02 | Montan Bears Kapfenberg               | Raiff. Fürstenf. Panthers           | 3 : 2 | Brokenborough 25.4, Djuric 19, Zauner 16.2; McNeil 25.0, Miller 18.8, Mitchell 16.8                                                                                                |
| 2000/01 | Montan Bears Kapfenberg               | kelag Wörthersee Piraten            | 3 : 2 | |
| 1999/00 | Arkadia Traiskirchen Lions            | Montan Bears Kapfenberg             | 3 : 1 | |

### Überblick über die österreichischen Meister
| Anzahl | Mannschaft - Aktuelle bzw. letzte Mannschaftsbezeichnung                                                                                        |
| ------ | --- |
| 11-mal | UBSC Wien |
| 10-mal | Xion Dukes Klosterneuburg |
| 09-mal | EK Engelmann |
| 07-mal | Kapfenberg Bulls |
| 06-mal | UBC St. Pölten, Swans Gmunden |
| 05-mal | Union Babenberg |
| 04-mal | SK Handelsministerium |
| 03-mal | Arkadia Traiskirchen Lions, Oberwart Gunners |
| 02-mal | UBC Güssing Knights, BC Vienna |
| einmal | Wiener AC, Admira Wien, Post SV Wien, Wiener Sport-Club, Union Kuenring Wien, SPI Wien, BSC Raiffeisen Panthers Fürstenfeld, WBC Kraftwerk Wels |

* Fett gedruckte Mannschaften sind aktuell in der Bundesliga vertreten.

### U22- und Nachwuchsmeister der Burschen
Die österreichischen Meister der Burschen werden in den Altersklassen Young Men (MU20), Junioren (MU18), Kadetten (MU16) und Schüler (MU14) ermittelt. 

Mit insgesamt 8 Staatsmeistertiteln in den letzten 5 Jahren war Arkadia Traiskirchen Lions/LZ NÖ Süd das erfolgreichste Team im österreichischen Nachwuchsbasketball.

2008 sicherte sich Traiskirchen mit einem 99:71 gegen Klosterneuburg zum vierten Mal in Folge den österreichischen U22-Titel.
| Team | 2010                       | 2009                         | 2008                         | 2007                       | 2006                       | 2005                          | 2004                          |
| ---- | -------------------------- | ---------------------------- | ---------------------------- | -------------------------- | -------------------------- | ----------------------------- | ----------------------------- |
| MU22 | Arkadia Traiskirchen Lions | UBC ökoStadt Güssing Knights | Arkadia Traiskirchen Lions   | Arkadia Traiskirchen Lions | Arkadia Traiskirchen Lions | Arkadia Traiskirchen Lions    | UBC Stahlbau Oberwart Gunners |
| MU20 | Arkadia Traiskirchen Lions | Kapfenberg Bulls             | UBC ökoStadt Güssing Knights | LZ NÖ Süd *                | LZ NÖ Süd *                | Macabido Gunners Oberwart     | UBC Stahlbau Oberwart Gunners |
| MU18 |                            | Basket Clubs Vienna          | LZ NÖ Süd *                  | Bulls Kapfenberg           | Macabido Gunners Oberwart  | Basket Clubs of Vienna        | Basket Dukes Klosterneuburg   |
| MU16 |                            | D.C. Timberwolves            | D.C. Timberwolves            | Basket Clubs of Vienna     | kelag Wörthersee Piraten   | Basket Fighters WAT Ottakring | Basket Clubs of Vienna        |
| MU14 | Allianz Swans Gmunden      | D.C. Timberwolves            | LZ NÖ Süd *                  | Wat 22/D.C. Timberwolves   | Basket Clubs of Vienna     | chello-Wörthersee Piraten     |                               |

## Basketballmeister der Damen
Die Meisterschaft der Damen wird in der „Austria Women Basketball League“ ausgespielt. Nach der Hauptrunde wird in den Play-offs der besten vier Teams der Meister ermittelt.
Zurückliegende Meister:
| - 2005 Zepter Powerbasket Wels - 2006 UBBC Herzogenburg - 2007 Flying Foxes Post SV - 2008 Flying Foxes Post SV - 2009 Flying Foxes Post SV - 2010 Flying Foxes Post SV - 2011 Flying Foxes Post SV - 2012 Flying Foxes Post SV - 2013 Flying Foxes Post SV - 2014 Flying Foxes Post SV - 2015 Flying Foxes Post SV - 2016 Flying Foxes Post SV - 2017 Flying Foxes Post SV - 2018 Flying Foxes Post SV - 2019 UBI Graz - 2020 Saisonabbruch wegen Covid-19-Pandemie - 2021 BK Klosterneuburg - 2022 BK Klosterneuburg - 2023 BK Klosterneuburg - 2024 SKN St. Pölten Basketball |